# Maryculter House

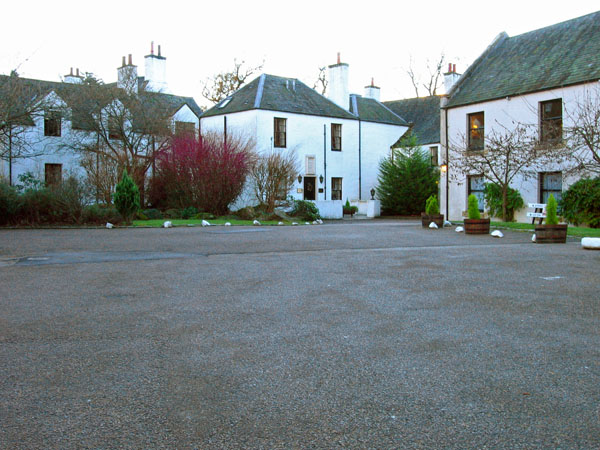
Maryculter House

Maryculter House ist ein historisches Landhaus im Dorf Maryculter am Unterlauf des Dee in der schottischen Grafschaft Aberdeenshire.

## Geschichte
Die Ländereien von Culter, die auf beiden Seiten des Dee liegen, umfassten ursprünglich die Gemeinden Maryculter und Peterculter. Diese fielen unter die Rechtsprechung der Mönche von Kelso. Aber um das Jahr 1187 verlehnte König Wilhelm der Löwe einen Teil dieser Ländereien am Südufer des Flusses an den Templerorden.
Zwischen 1221 und 1236 gründete Walter Byset, Lord of Aboyne, die Präzeptorei oder das Kolleg des Templerordens an der Stelle des heutigen Maryculter House Hotel. Das Erdgeschoss des Hauses mit Tonnengewölbedecke soll Teil der Wohnung des Präzeptors gewesen sein.
Die Templer bauten auch eine Kapelle. 1535 wurde diese Kapelle zur Pfarrkirche, wurde aber 1782 aufgegeben und ist heute ein Ruinenfragment. Als einziges architektonisches Detail ist eine Piscina in der Südmauer bis heute erhalten. Die Kapelle und der umgebende Friedhof gelten als Scheduled Monument. Die Maryculter Trinity Church ersetzte später diese Kapelle als Pfarrkirche.
Die Templer wurden um 1309 unterdrückt, aber ihre Ländereien und die Pfarrkirche blieben bis 1563/1564 in den Händen des Johanniterordens.
Von 1535 bis 1811 wurde Maryculter House erst an die Familie Menzies von Pitfodels (Aberdeen) vermietet und dann kaufen diese das Haus, wenn auch eine andere Quelle aussagt, dass das Haus bis 1726 der Familie Lindsay gehörte.
1811 kaufte General William Gordon aus Fyvie Maryculter House und seiner Familie gehörte das Anwesen bis zum Tode von Sir Cosmo Duff Gordon 1931, der zum Verkauf des Hauses im Jahre 1935 führte. Das Anwesen wurde aufgeteilt und den Home-Park kaufte der Pfadfinderverband der Stadt Aberdeen, um die Templars’ Park Scout Campsite anzulegen. 1936 wurde das Haus umgebaut.
Das Gebäude ist heute ein Hotel, früher Deeside Hotel genannt, heute Maryculter House Hotel. Historic Environment Scotland hat Maryculter House als historisches Bauwerk der Kategorie B gelistet.